# Wyrostek sutkowy

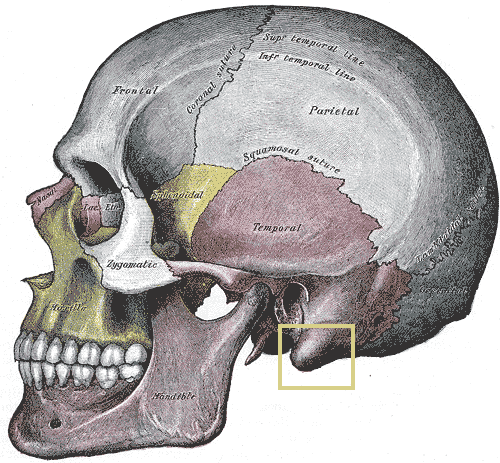
Wyrostek sutkowaty zaznaczony prostokątem

Wyrostek sutkowy, wyrostek sutkowaty (łac. processus mastoideus) – wyrostek tworzony przez część sutkową kości skroniowej, położony w tylnej dolnej części kości. Zachowuje dużą zmienność zarówno pod względem kształtu, jak i rozmiarów.
Podczas gdy u noworodków nie zaznacza się jeszcze zbytnio, potem coraz bardziej się rozwija, stanowiąc miejsce przyczepu ważnych mięśni (mięsień mostkowo-obojczykowo-sutkowy, mięsień płatowaty głowy, mięsień najdłuższy głowy). Mięsień dwubrzuścowy przyczepiony jest w miejscu zwanym wcięciem sutkowym (łac. incisura mastoidea), które znajduje się bocznie od bruzdy tętnicy potylicznej (łac. sulcus arteriae occipitalis).
W czaszkach mężczyzn wyrostki sutkowe są szersze i lepiej wykształcone.